# الکسیوکا (شهرستان کارماسکالینسکی، باشقیرستان)
الکسیوکا (انگلیسی: Alexeyevka, Karmaskalinsky District, Republic of Bashkortostan) یک شهرک در شهرستان کارماسکالینسکی استان باشقیرستان کشور روسیه است.